# Кийское сельское поселение
Ки́йское се́льское поселе́ние — упразднённое муниципальное образование в Мариинском районе Кемеровской области. Административный центр — деревня Пристань 2-я.
С 1 июня 2021 года упразднено в связи с преобразованием района в Мариинский муниципальный округ.

## История
Кийское сельское поселение образовано 17 декабря 2004 года в соответствии с Законом Кемеровской области № 104-ОЗ. 

## Население
| 2010  | 2011  | 2012  | 2013  | 2014  | 2015  | 2016  |
| ----- | ----- | ----- | ----- | ----- | ----- | ----- |
| 1657  | →1657 | ↘1656 | ↗1674 | ↘1671 | ↘1652 | ↘1649 |
| 2017  | 2018  | 2019  | 2020  | 2021  |       |       |
| ↘1638 | ↘1615 | ↘1591 | ↘1574 | ↘1297 |       |       |

## Состав сельского поселения
| № | Населённый пункт | Тип населённого пункта          | Население |
| - | ---------------- | ------------------------------- | --------- |
| 1 | Кийский          | посёлок                         | 0         |
| 2 | Приметкино       | посёлок железнодорожной станции | 43        |
| 3 | Приметкино       | село                            | 365       |
| 4 | Пристань 2-я     | деревня, административный центр | 994       |
| 5 | Раевка           | деревня                         | 255       |